# Club de Campo Larena-Los Quinchos
Club de Campo Larena - Los Quinchos es el nombre dado en 2001 por el INDEC a un componente censal ubicado en el Partido de Pilar, Provincia de Buenos Aires, Argentina. Se encuentra al Noroeste del Partido, a 500 m de la Ruta Provincial 6, 1 m de la Ruta Nacional 8 y lindante con el Parque Industrial Pilar. Está compuesto por los barrios cerrados Club de Campo Larena y Country Los Quinchos.
En el Club Larena hay una cancha de golf, está compuesto por 53 hectáreas con 432 lotes de 400 a 1000 m², atravesado por el arroyo Larena. El Country Los Quinchos está compuesto por 26 hectáreas, con 117 lotes de más de 1000 m², siendo atravesado por el arroyo El Clavel.